# Улла Адлерфельд
Ульріка «Улла» Софія Адлерфельт, до шлюбу Спарре із Сундбю (21 липня 1736 — 1 серпня 1765) — шведська живописиця та шляхтянка. Членкиня Королівської шведської академії мистецтв
Народилася в Стокгольмі у сім'ї графа Акселя Спарре із Сундбю та Августи Торнфліхтт. Була одружена з бароном Карлом Адлерфельтом. Була студенткою Густава Лундберга, писала олією. Померла в Мальме.